# Ligne de Debrecen à Füzesabony
La Ligne de Debrecen à Füzesabony ou ligne 108 est une ligne de chemin de fer de Hongrie. Elle relie Debrecen à Füzesabony.